# ジブラルタル博物館
ジブラルタル博物館（ジブラルタルはくぶつかん、英: Gibraltar Museum）は、イギリスの海外領土であるジブラルタルの市街中心部にある、歴史・文化・博物学の国立博物館。1930年にジブラルタル総督アレグザンダー・ゴドリー将軍が設立したこの博物館は、「ジブラルタルの岩」（ザ・ロック）の何千年にもわたる歴史と、その住人たちのユニークな文化を描き出す一連の展示品を収めている。博物館の一部は14世紀のムーア人の浴場の遺構である。館長は1991年からクライヴ・フィンレイソン教授が務めている。

## 歴史

### 背景
19世紀に何度かジブラルタルに博物館設立の動きがあったが、実現しなかった。博物館が無かったため、地元の貴重な発掘品もザ・ロックから持ち去られる一方だった。初めて発見された大人のネアンデルタール人の頭蓋骨（いわゆるジブラルタル1）がロンドンの自然史博物館にあるのは、そうした事情による。これはネアンデルタール人の化石としては2番目に発見されたもので、1848年にザ・ロック北斜面のフォーブス採石場で発掘された。
ジブラルタルで博物学的な収集を最初に始めたのは、1756年から1774年にジブラルタルでチャプレン（司祭）を務めたジョン・ホワイト師である。動物学を学んだ彼は、兄のギルバート・ホワイトの勧めで動物標本を集めてイングランドに送った。またジョヴァンニ・アントニオ・スコポリから助言を得て、後にイングランドで本を著し、これはジブラルタルの詳細な動物学的報告としては初めてのものと考えられている。しかしこの『Fauna Calpensis』が出版されることはなく、その原稿と彼のコレクションは現在では失なわれてしまった。次に博物館らしき記録が出てくるのは1830年になる。サン・バーナード病院には「博物学と病理解剖学の標本を収めた部屋」があった。しかしこのコレクションも今は残っていない。
ジブラルタルでの博物館設立について初めて実際に要望が出されたのは、ガリスン図書館で出会ったイギリス陸軍士官たちからなる、ジブラルタル科学協会 (Gibraltar Scientific Society) の1835年の会合においてだった。最初の博物館は、賃貸した建物で設立・運営された。やがて博物館運営のウェイトが大きくなり、会は博物館協会と名を変えた。協会の歴史における画期的出来事（当時はそうと認識されていなかったが）の一つとして、1848年3月3日に協会の書記である王立砲兵隊員エドマンド・フリント中尉が協会にジブラルタル頭蓋骨を寄贈したことが挙げられる。

### 設立
現在の博物館は、1928年にジブラルタル総督に任命されたアレグザンダー・ゴドリー将軍が設立した。彼は着任すると演説を行ない、「衰えの兆しが見え始めたジブラルタルに繁栄を取り戻す」改革者としての意志を強調した。この改革者としての仕事の一つが、国立博物館の設立だった。着任から9ヶ月後、1929年7月30日に、ジブラルタル協会が発足した。その主な目的は、博物館の設立によって宗主国の権威を高らしめることだった。ゴドリは博物館用として、隣接した2つの兵舎を手に入れることができた。これは、それまで武器庫の管理助手の住居とされてきたオードナンス・ハウスと呼ばれた方の兵舎に、ムーア人時代からの浴場が何部屋かあった点で幸いだった。これらの浴場は、それまで半地下の馬小屋として使われていた。
ジブラルタル博物館は一年後の1930年7月24日に開館した。そのちょうど一年後となる1931年7月10日に、ジブラルタル博物館条例が「ジブラルタル博物館の運営について定める、遺跡および遺物に関する条例」として可決された。
1970年代、ジブラルタル博物館に、ジブラルタル鳥類学・博物学協会 (Gibraltar Ornithological & Natural History Society) の最初の事務局が置かれた。この団体の設立者は、当時の博物館の学芸員だったジョアキン・ベンスーザンと、現在の館長のクライヴ・フィンレイソンである。

## 展示

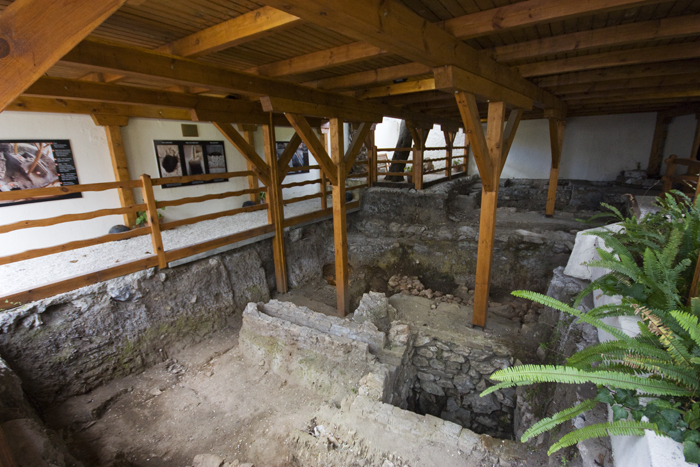
ジブラルタル博物館における屋外の考古学展示

### ジブラルタル人
ジブラルタル人（ジブラルタリアン）社会の歴史に関する部屋。

### シネマ
ジブラルタルの歴史に関するビデオ上映。

### ザ・ロック - 三千年にわたる世界的シンボル
ヘラクレスの柱と呼ばれた頃から今日に至るまでの、シンボルとしてのザ・ロックに関する部屋。フェニキア人とカルタゴ人に関するコレクションの展示など。

### 博物学と先史学
ジブラルタルの博物学に関する部屋。過去の景観の再現、実際に入って見られる洞窟、ネアンデルタール人に関する展示など。

### 海洋生物の多様性
ジブラルタルの海岸線近くに住む海洋生物の多様性に関する部屋。

### ジブラルタル包囲戦
ジブラルタル包囲戦（1779年-1783年）に関する部屋。アメリカ独立戦争の間、スペインとフランスはイギリスからジブラルタルを奪おうとして、結果的に失敗に終わった。これは数としては戦争中最大の戦いであり、中でも1782年9月18日の総攻撃は激しいものだった。3年7ヶ月という長さは、イギリス軍が耐えた包囲戦としては最長のものである。

### 岩の模型

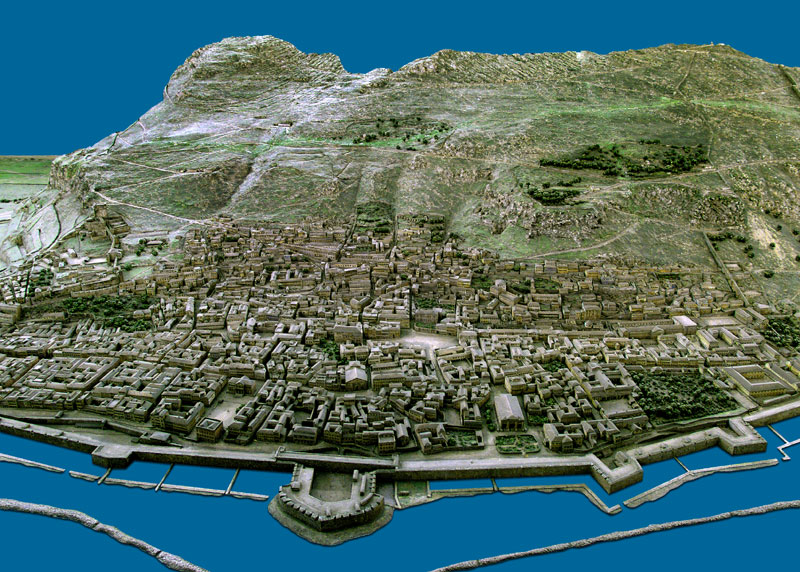
模型の写真。家々や街路が細かく作り込まれている。

ジョン・フェルナンデズ室には、ジブラルタルの幅8メートルにわたるスケールモデル、及びジブラルタルの往時の写真が展示されている。この模型は、王立工兵部隊のチャールズ・ウォーレン中尉（後に切り裂きジャックの捜査で主導的役割を果たすことになる）の調査を元に1865年に作られた。王立工兵部隊のエドワード・チャールズ・フルーム少将が製作を監修し、1868年に B.A.ブランフィル大尉が着色した。

### カルプ・ギャラリー
ザ・ロックのラテン名「カルプ」(Calpe) に関する展示。19世紀の狐狩りと、王立海軍予備隊について。

### 市街における遺跡
ジブラルタル市街で発掘された中世の遺物を展示する部屋。

### 屋外の遺跡展示
ジブラルタルの歴史のうち7世紀分をカバーする、屋外での遺跡展示。

## ムーア浴場

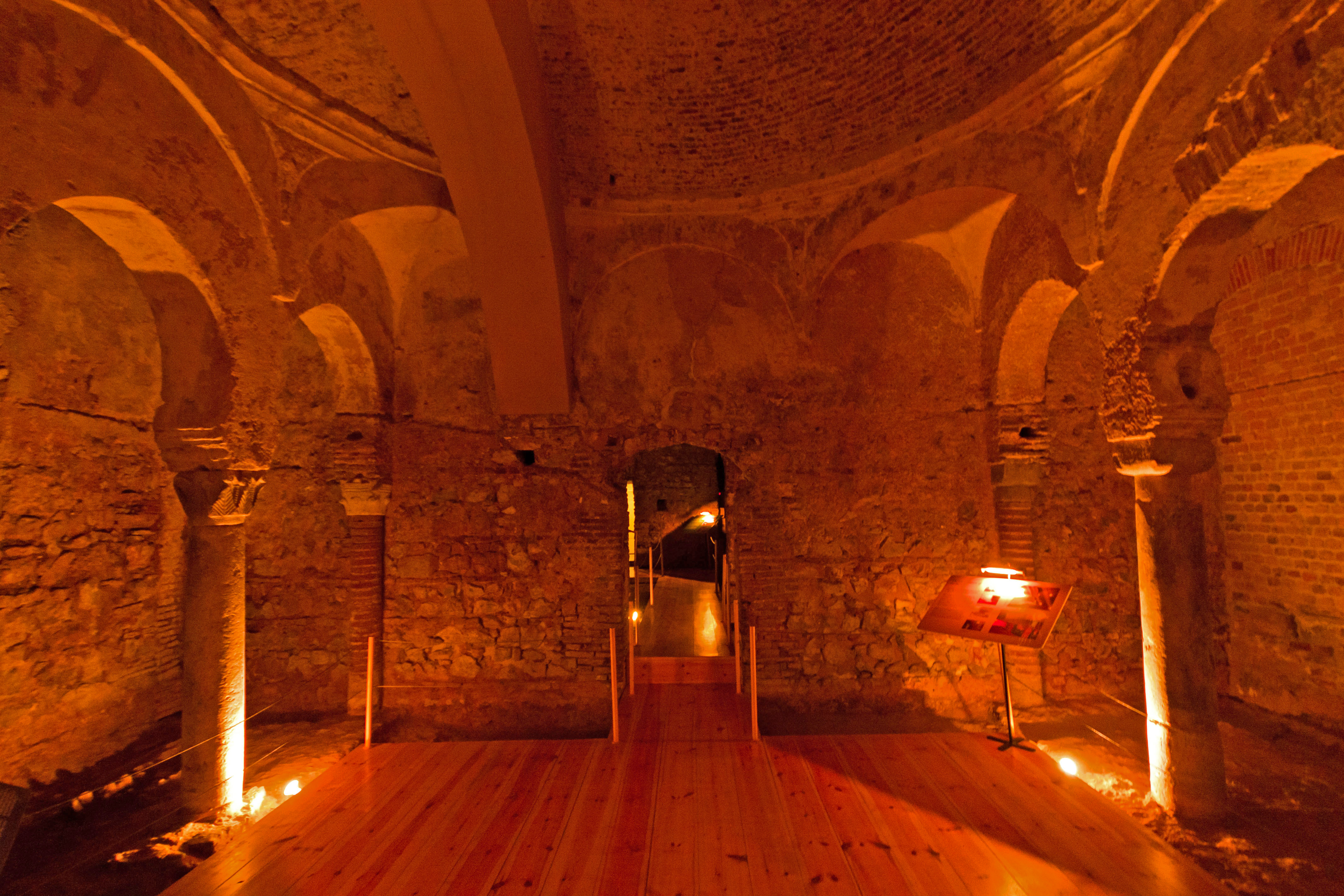
ジブラルタル博物館のムーア浴場の中心となる部屋

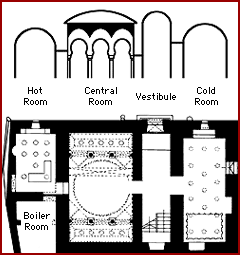
ジブラルタルのムーア浴場の見取り図

博物館の地階には、マリーン朝がここを支配していた14世紀頃に造られたムーア浴場の跡がある。このプライベート用の浴場は、ジブラルタル総督の公邸にあったと言われている。ここはイギリス軍が所有する間は馬小屋として使われ、うち一つの部屋は大型四輪馬車が空きスペースに入れるよう床を底上げされた。ジブラルタル包囲戦の際、建物が深刻なダメージを受けたため、浴場は当初より狭くなっている。ここはヨーロッパで最も保存状態の良いムーア浴場の一つである。ムーア人の遺物に詳しい Budgett Meakin は、この浴場について1906年に次のように記している。
| 「 | アルハンブラ宮殿を除けば、これに匹敵するものはスペインには無い。モロッコではこの種の浴場をキリスト教徒やユダヤ教徒は使わないであろうから、ことさら興味深いものである。 | 」 |

博物館の庭にある遺跡には、スペイン時代に遡る水路が見られる。この水路はリン・ウォール・ロードから庭に入ってきており、町の南の湧水からその道に沿って流れていた人工の送水路から来たものだと考えられる。この水路は各部屋の中を流れ、中庭の下にある水槽に流れ込んでいた。
この浴場は古代ローマのハイポコーストに似た部屋構成になっており、常温の着替え室と、冷房室、暖房室がある。床下の管を暖かい空気が循環し、床暖房となっていたようである。入浴の手順は、暑い部屋と涼しい部屋に交互に入り、汗で体を清めるという現代のサウナ風呂のようなものだったと考えられる。

## プロジェクト
- Gibraltar Caves Project

## 学芸員/館長
- M・マクウェン（1952年 - 1965年）[6]
- ディヴィッド・C・デヴァニシュ（1967年 - 1970年）[13]
- ホワーキーン・ベンスーザン（1970年 -）[13]
- 教授 クライヴ・フィンレイソン（英語版）（1991年 -）[1]